# Eupithecia infecunda
Eupithecia infecunda là một loài bướm đêm trong họ Geometridae.